# SailGP

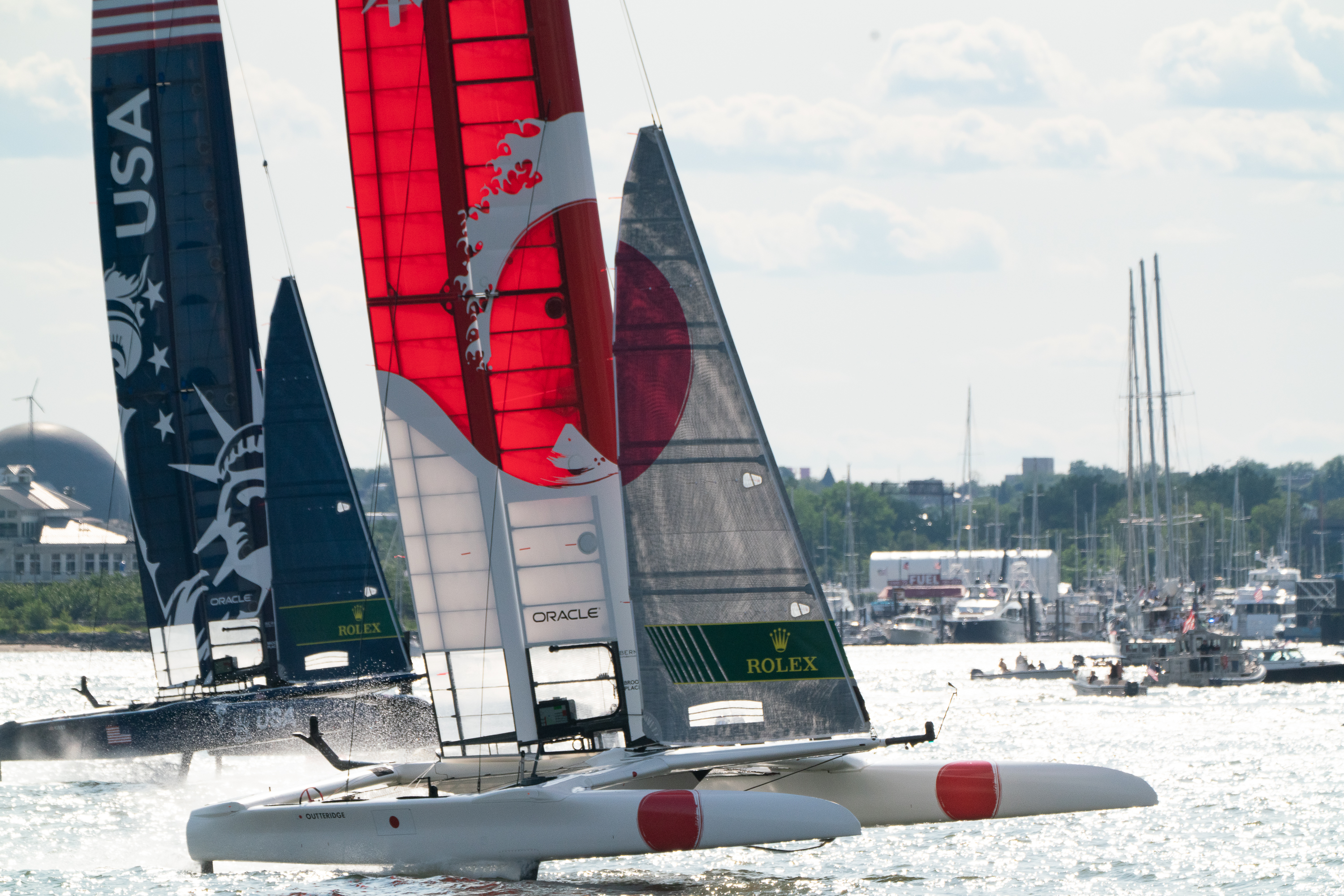
SailGPで使用される「F50」ヨット

SailGP（セールジーピー）は、2019年に発足したヨットレースのシリーズ。フォイリングにより水面から離れることで高速化を実現した双胴船「F50」が採用されており、オリンピックメダリストやアメリカズカップ優勝者らも参加しているセーリングのレースである。

## 来歴
大手IT企業・オラクルの創業者で、自らもヨットチームのオラクル・チームUSAを率いる実業家のラリー・エリソンと、かつてアメリカスカップ等で活躍したヨットマンのラッセル・クーツが創設したシリーズ。国別チームによる対抗戦、双胴船（カタマラン）ベースのヨットによるワンメイクレースなど、かつてアメリカスカップの前哨戦として行われていた「America's Cup World Series」の仕組みを踏襲したレースとなっている。

## レギュレーション
レース形式は国別対抗戦（2023年現在は9ヶ国）で、イベントは最終戦を除き、全チームによるマスドスタートで争われる「フリートレース」が5レース、そしてフリートレースのポイント上位3チームで争われる「ファイナル」の全6レースで構成される。シーズン最終戦の「グランドファイナル」のみ、シリーズランキング上位3チームのみが参加のレースで行われ、勝者はシリーズ優勝賞金（2019年は100万ドル）を総取りする。「国別対抗戦」を名乗っており、原則としてチームメンバーは全て同一国籍であることが求められるが、シリーズ発足当初は一部の国に対して緩和措置が取られた。
ヨットは、第35回アメリカスカップで使用された「ACC」をベースとした双胴船の「F50」を全チームが使用する（ワンメイクレース）。クルーは5人で、総体重は438kg以下に制限される。レース中の全データはオラクルが提供するクラウドに保存され、チームのデータ分析に使用される他、専用アプリを通じて観戦者らにも提供される。

## シーズン

### シーズン1
2019年2月から9月まで全5大会を開催。6か国が参加した。

### シーズン2
本来は2020年の開催だったが新型コロナウイルスの流行によって日程が延期。2021年4月から2022年3月まで全8大会を開催。8か国が参加した。

### シーズン3
2022年5月から全11大会を開催。当初は10か国が参加予定だった。
国際情勢や外的要因により、開幕戦に9艇のボートしか完成しなかった。そのため、1チーム（日本チーム）が出場できない事態となった。その後、2022年7月に日本チームの撤退が発表された。

### シーズン4
2023年6月から翌年7月まで全12大会を開催予定。10か国が参加する。

## 参加国

### 参戦中
- オーストラリア（2019 - ）
- イギリス（2019 - ）
- フランス（2019 - ）
- アメリカ合衆国（2019 - ）
- デンマーク（2020 - ）
- スペイン（2020 - ）
- ニュージーランド（2021 - ）
- カナダ（2022 - ）[6]
- スイス（2022 - ）[7]
- ドイツ（2023 - ）

### 過去
- 中国（2019）
- 日本（2019 - 2022）

## 年間順位
| チーム           | S1 | S2 | S3 |
| ---------------- | -- | -- | -- |
| オーストラリア   | 1  | 1  | 1  |
| ニュージーランド | -  | 5  | 2  |
| イギリス         | 4  | 4  | 3  |
| フランス         | 5  | 8  | 4  |
| カナダ           | -  | -  | 5  |
| デンマーク       | -  | 6  | 6  |
| アメリカ         | 6  | 3  | 7  |
| スイス           | -  | -  | 8  |
| スペイン         | -  | 7  | 9  |
| 日本             | 2  | 2  | -  |
| 中国             | 3  | -  | -  |
| 出典:            |    |    |    |